# Lalage leucopygialis
Lagarteiro-de-walden ou lagarteirinho-de-rabadilha-branca (Lalage leucopygialis) é uma espécie de ave da família Campephagidae.
É endémica da Indonésia.
Os seus habitats naturais são: florestas subtropicais ou tropicais húmidas de baixa altitude e florestas de mangal tropicais ou subtropicais.